# Taty Almeida
Lidia Stella Mercedes Miy Uranga (Belgrano, Ciudad de Buenos Aires; 28 de junio de 1930), más conocida como Taty Almeida, es una docente y activista argentina por los derechos humanos que integra de la ONG Madres de Plaza de Mayo Línea Fundadora.

## Biografía

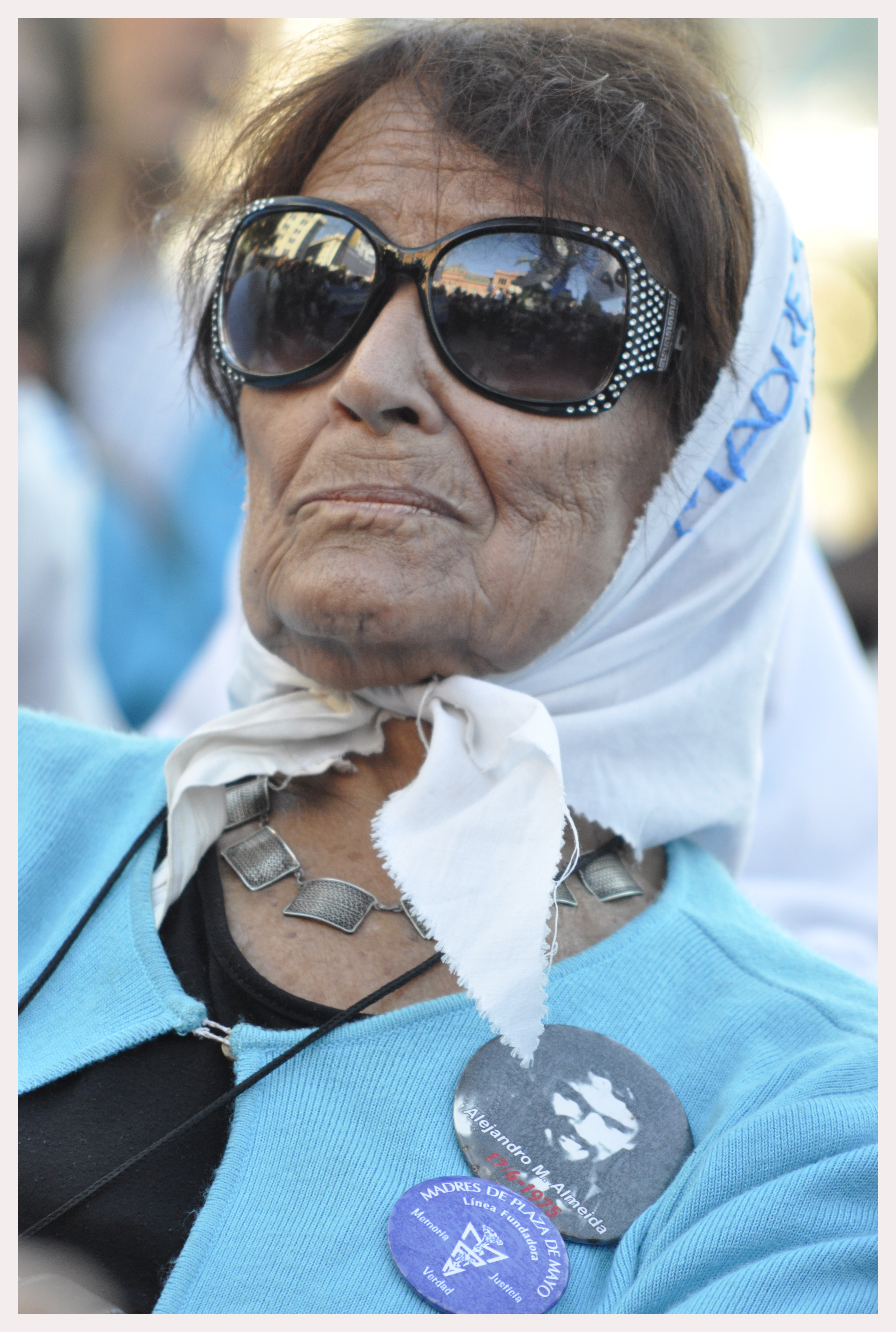

Nació el 28 de junio de 1930 en el barrio de Belgrano. Su padre, Carlos Vidal Miy, fue un oficial de Caballería, su madre fue Alicia Uranga. Su tío, Raúl Uranga, fue gobernador de Entre Ríos durante la presidencia de Arturo Frondizi. Tuvo tres hermanas mujeres y un varón: el varón fue coronel y las hermanas se casaron con oficiales de Aeronáutica.
Su infancia transcurrió en la provincia de Mendoza y la de Buenos Aires. Estudió magisterio en la Escuela Normal Superior N° 7 del barrio porteño de Almagro. Ejerció la docencia algunos años.
Contrajo matrimonio con un compañero del magisterio en 1953. Taty y Jorge Almeida tuvieron tres hijos: Jorge, Alejandro y Fabiana.
Su hijo Alejandro Almeida, quien militaba en el ERP-22 de Agosto, fue secuestrado a los 20 años, el 17 de junio de 1975, por la organización paramilitar de derecha Triple A, permaneciendo desaparecido desde ese momento. Por ese motivo, a partir de 1979, se incorporó a Madres de Plaza de Mayo. Cuando en 1986 se produjo la división de esta entidad, pasó a la escindida Asociación Madres de Plaza de Mayo Línea Fundadora. Como parte de ese colectivo dio entrevistas, charlas, conferencias, asistió a eventos de diversa índole, siempre en apoyo de causas relacionadas con los derechos humanos.
En el año 2015 fue instalado un retrato suyo en la exposición permanente del Museo del Bicentenario ubicado detrás de la Casa Rosada.

## Alejandro Martín Almeida
Su hijo Alejandro cursaba, al momento de su desaparición, el 17 de junio de 1975, su primer año en la carrera de Medicina en la Universidad de Buenos Aires y era empleado público en la agencia estatal de noticias TELAM. Su madre siempre afirmó haber desconocido el compromiso guerrillero de su hijo hasta que, buscando entre sus papeles, descubrió una agenda que revelaba detalles de su militancia activa en el ERP. Tras la división producida en esa fuerza guerrillera en ocasión de las elecciones de 1973, quedó dentro del ERP-22 de agosto, la fracción que apoyaba electoralmente al FREJULI y que en 1974 se adjudicó los asesinatos de los dos principales académicos del nacionalismo católico en la Argentina, Jordán Bruno Genta y Carlos Alberto Sacheri.  En esta misma agenda, encontró veinticuatro poemas que en el año 2008 Taty publicó en forma de libro bajo el título "Alejandro, por siempre amor". En 2010 se editó un CD en el que estos poemas son recitados por actores y músicos como Alfredo Alcón, Arturo Bonin, Joan Manuel Serrat, Raúl Rizzo e Ismael Serrano.
Alejandro forma parte de los 2000 detenidos desaparecidos antes del inicio del gobierno militar, víctima de la Triple A. Esto llevó a su madre a hacer hincapié en este hecho: “Hay que recordar y remarcar que ese horror del terrorismo desde el Estado no empieza en el ‘76 sino en un gobierno constitucional aunque, yo digo, no democrático. Dado que entre el ‘74 y el ‘75 hay 2 mil detenidos desaparecidos y asesinados; y de los 600 centros clandestinos que hubo en dictadura, 3 ya funcionaban en 1975. Obviamente que después del golpe ya es un plan perfectamente organizado".

## Libros
- Alejandro por siempre amor (2008).[12]

## Reconocimientos

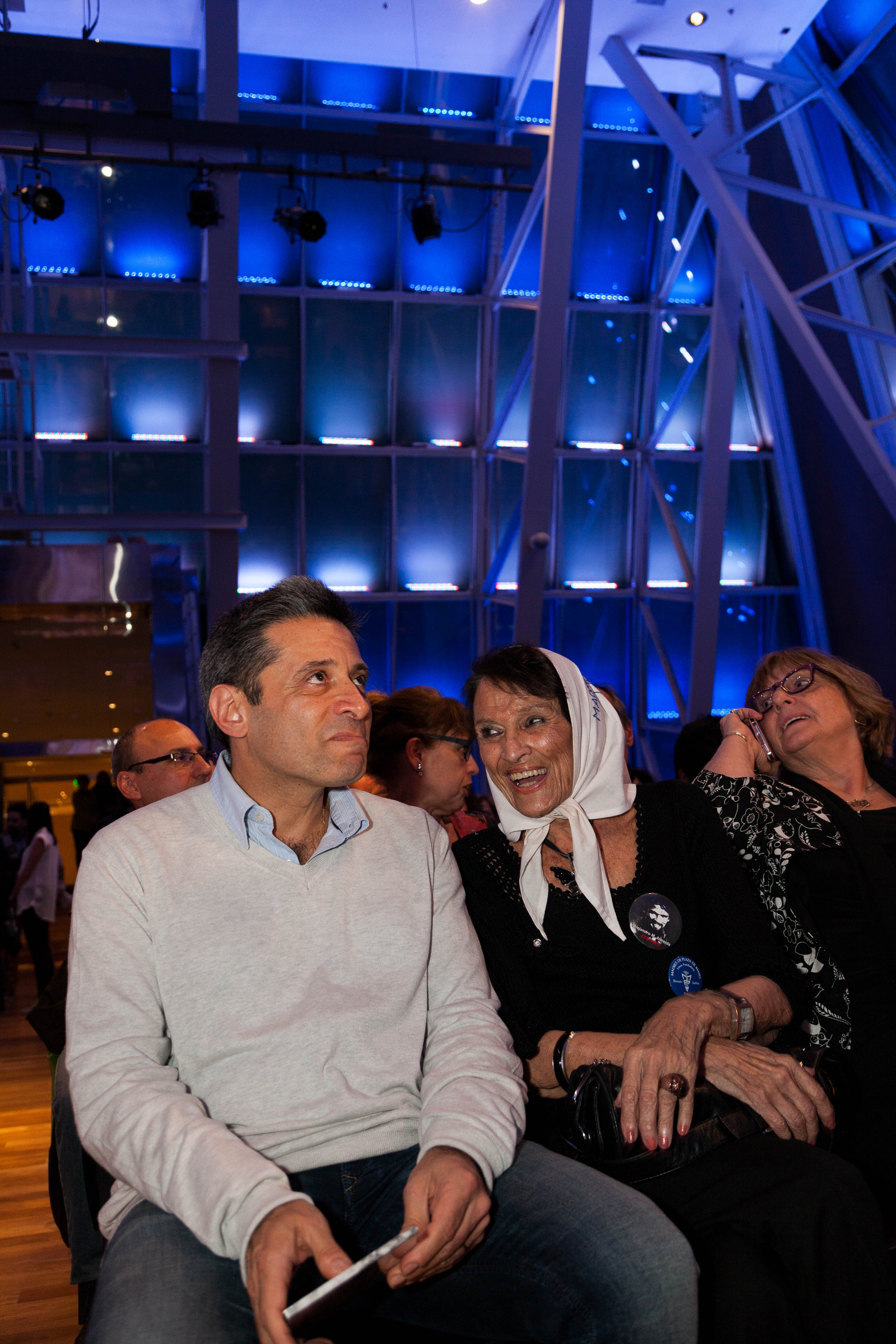
Taty Almeida junto a Víctor Santa María en el Ex CCK durante la entrega de los Premios Democracia 2015.

- Personalidad destacada, de la ciudad en el ámbito de los derechos humanos (2011), Legislatura de la C.A.B.A.[13][14]
- Visitante Ilustre de la Ciudad de San Martín de los Andes (2014), Concejo Deliberante de San Martín de los Andes.[15]
- Premio de Honor en la entrega de los Premios Democracia 2015, galardón impulsado por el Centro Cultural Caras y Caretas.[16]
- Visitante Ilustre (2016), Facultad de Derecho de la Universidad Nacional de Lomas de Zamora.[17]
- Visitante Distinguida (2017), Universidad Nacional del Sur.[18]
- Doctora Honoris Causa (2017), Universidad Nacional de Córdoba.[19]
- Visitante Ilustre (2017), Universidad Nacional de San Juan.[20]
- Visitante Ilustre (2018), Villa Gesell.[21]
- Visitante Ilustre del Municipio de Almirante Brown (2018), Honorable Concejo Deliberante de Almirante Brown.[22]
- Premio Alicia Oliveira (2018) por la promoción y tutela de los Derechos Humanos, Defensoría del Pueblo de la Ciudad de Buenos Aires.[23][24]
- Visitante Notable del Partido de General Alvarado (2018), Concejo Deliberante de General Alvarado.[25]
- Reconocimiento “Mauricio Amílcar López” (2018), CONADU.[26]
- Doctora Honoris Causa (2019), UNA (Universidad Nacional de las Artes).[27]
- Profesora Honoraria (2019), Facultad de Humanidades y Ciencias Sociales de la Universidad Nacional de Jujuy.[28]
- Doctora Honoris Causa (2019), Universidad Nacional de Tierra del Fuego.[29]
- Premio Dignidad (2019) a las mujeres que luchan por la igualdad de géneros y los derechos humanos, Asamblea Permanente por los Derechos Humanos.[30]

#### Llevan su nombre
- La "Placita de las Infancias Taty Almeida" del Campus Río Grande, Universidad Nacional de Tierra del Fuego.[31]
- La "Terraza Taty Almeida" de la Escuela Normal Superior N.º 7 José María Torres, CABA.[5]